# Rhypopteryx dracontea
Rhypopteryx dracontea is een vlinder uit de familie spinneruilen (Erebidae), onderfamilie donsvlinders (Lymantriinae). De wetenschappelijke naam van deze soort is voor het eerst geldig gepubliceerd in 1935 door Romieux.
De soort komt voor in tropisch Afrika.